# فیدس (حزب)
فیدس: اتحاد مدنی مجار (مجاری: Fidesz – Magyar Polgári Szövetség) نام یک حزب محافظه‌کاری ملی، پوپولیسم دست راستی در مجارستان است.
این حزب در سال ۱۹۸۸ به عنوان جوانان مخالف حکومت کمونیست بنیان‌گذاری شد و از سال ۲۰۱۰ حزب حاکم مجارستان به همراهی حزب مردم دموکراتیک مسیحی  است. این حزب همچنین حزب حاکم در قوه مقننه استان‌های مجارستان به جز بوداپست است. ویکتور اربان رهبر این حزب است. 